# Anders Jahan Retzius

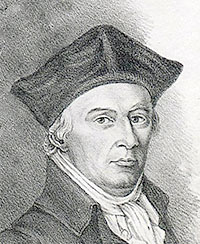
Anders Jahan Retzius

Anders Jahan Retzius ou Andreas Johann Retzius  (Kristianstad, 3 de outubro de 1742 — Estocolmo, 6 de outubro de 1821) foi um botânico, químico e entomologista sueco.